# Veliki komet iz leta 1882
Véliki komet iz leta 1882 ali Véliki septembrski komet iz leta 1882 (označujejo ga tudi z C/1882 R1, 1882 II in 1882b) je komet, ki je postal izredno svetel v septembru 1882. Je član Kreutzove družine kometov. Komet je bil tako svetel, da so ga med prehodom prisončja videli tudi podnevi. 

## Odkritje
Komet se je nenadoma pojavil na jutranjem nebu v septembru leta 1882. Ker je bil viden tudi s prostim očesom, ga je neodvisno odkrilo veliko ljudi. Poročajo, da so ga najprej videli 1. septembra na Rtu dobrega upanja in v Gvinejskem zalivu. V nekaj dneh so mnogi, ki so živeli na južni polobli že poročali o novem kometu. 
Prvi astronom, ki je poročal o kometu je bil William Henry Finlay (1849 – 1924) iz Kraljevega observatorija v Cape Townu v Južni Afriki. Finlayevo opazovanje 7. septembra lahko obravnavamo tudi kot neodvisno odkritje. Finlay je poročal, da ima komet magnitudo okoli 3, rep pa naj bi bil dolg 1°. Komet je postajal zelo hitro vedno bolj svetel. V nekaj dneh je bil že izredno svetlo telo na nebu. 
Po odkritju se je komet hitro približeval prisončju in pri tem postajal eno izmed najlepših teles na nebu. 30. septembra so opazovalci opazili, da se je jedro kometa podaljšalo in razdelilo na dve svetli korogli. 17. septembra je bilo jasno, da je komet razpadel na najmanj pet delov. Opazovalci so poročali, da se je svetlost delov spreminjala iz dneva v dan.
V sredini oktobra je komet razvil proti-rep, ki je kazal proti Soncu. Jedro je doseglo največjo velikost v decembru 1882. Komet je počasi izgubljal na svetlosti. Ostal pa je viden tudi s prostim očesom še do februarja 1883. 

## Tirnica kometa
Raziskave so pokazale, da se komet giblje po skoraj enaki tirnici kot Velika kometa C/1843 D1 in C/1880 C1. Ta dva kometa sta se prav tako nenadoma pojavila na nebu in se gibala precej blizu Sonca. Nekateri so predvidevali, da so vsi trije kometi pravzaprav en sam komet.
Nemški astronom Heinrich Kreutz (1854 – 1907) je raziskal vse tri komete in ugotovil, da so vsi trije kometi nastali pri razpadu enega večjega kometa nekoč v preteklosti. Razpad velikega kometa iz leta 1882 je to njegovo teorijo potrdil za zelo verjetno. Tako se danes verjame, da je Véliki komet iz leta 1882 del kometa X/1106 C1, prav tako pa tudi kometa Komet du Toit (C/1945 X1) in Komet Ikeya-Seki (C/1965 S1). 
Kometi C/1843 D1, C/1880 C1, C/1882 R1, C/1887 B1, C/1963 R1, C/1970 K1 so vsi člani Kreutzove družine kometov, izhajajo pa iz enega samega velikega kometa. 
Deli kometa iz leta 1882 se bodo vrnili čez nekaj stoletij v časovnem razmaku dveh ali treh stoletij.